# Amtsgericht Hameln

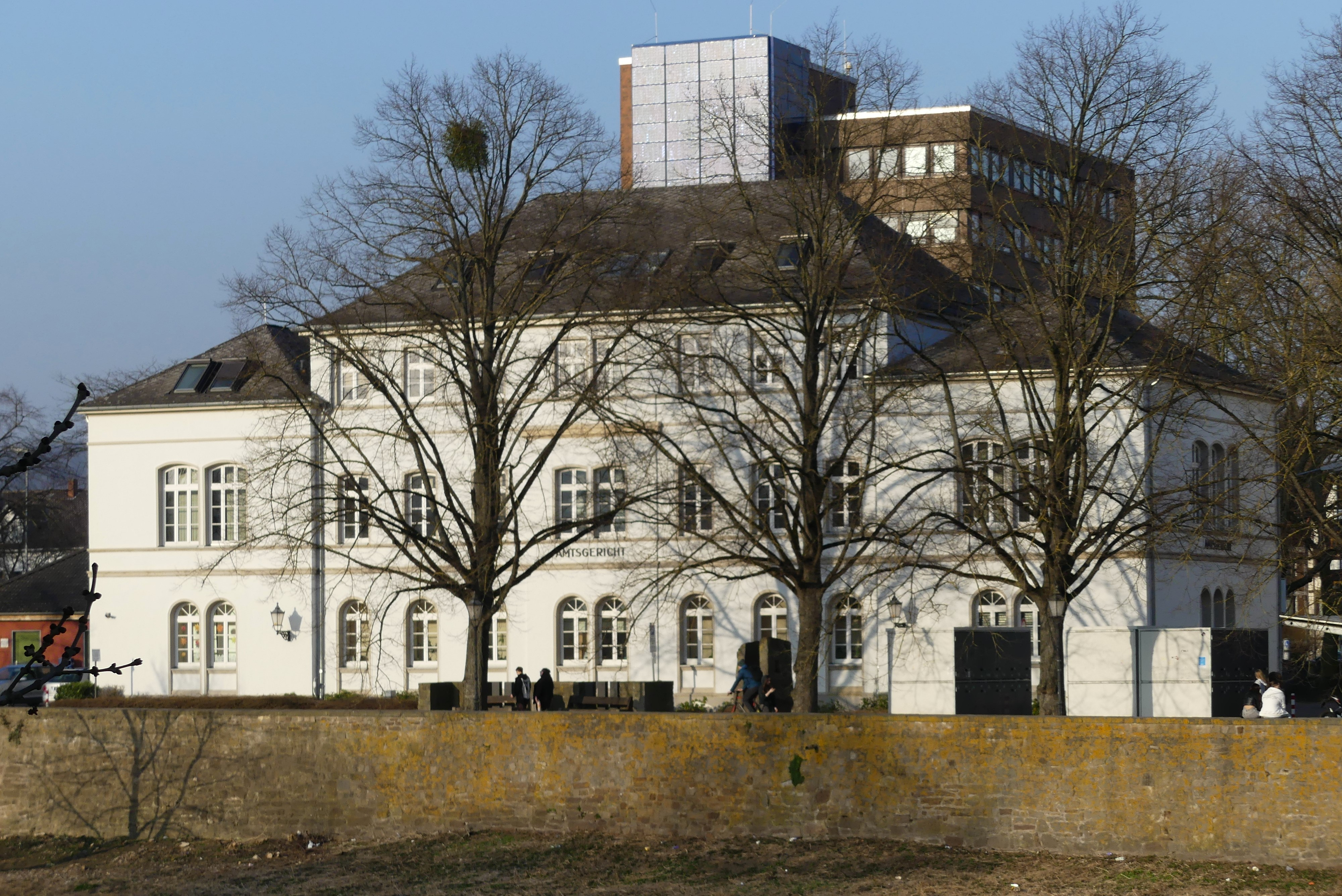
Amtsgericht Hameln 2025

Das Amtsgericht Hameln ist eines von sechs Amtsgerichten im Bezirk des Landgerichts Hannover. Es hat seinen Sitz in Hameln in Niedersachsen. Direktor des Amtsgerichts ist Georg Gebhardt. 

## Zuständigkeiten
Örtlich zuständig ist das Amtsgericht Hameln für den Landkreis Hameln-Pyrmont
mit seinen etwa 150.000 Einwohnern. In Insolvenzsachen ist das Amtsgericht Hameln auch für die Amtsgerichtsbezirke Springe und Wennigsen (Deister) zuständig. 
Das Amtsgericht Hameln ist ein Gericht im Landgerichtsbezirk Hannover, das wiederum zum  Oberlandesgerichtsbezirk Celle gehört.

## Geschichte
Mit dem am 1. Oktober 1852 in Kraft getretenen hannoverschen Gerichtsverfassungsgesetz vom 8. November 1850 wurden in Hameln ein Amtsgericht und ein Obergericht eingerichtet. Zwei Amtsrichter waren zunächst in Hameln tätig. 1859 wurden die Amtsgerichtsbezirke Aerzen und Grohnde der Zuständigkeit des Amtsgerichts Hameln unterstellt.
Der Gerichtsbezirk des Amtsgerichtes Hameln umfasste zunächst die zum Amt Hameln gehörenden Ortschaften Wehrbergen, Dehmkerbrock, Gut Posteholz, Egge, Hemeringen, Haverbeck, Helpensen, Halvestorf, Herkendorf, Lachem, Klein Berkel, Ohr, Afferde, Klein-Hilligsfeld, Rohrsen, Tündern sowie die Stadt Hameln.
In den 1850er Jahren wurde der Bezirk zudem um weitere einzelne Gemeinden aus anderen Bezirken erweitert. Das Amtsgericht war 1852 bis 1879 auch Weserzollgericht. 1932 wurde das Amtsgericht Coppenbrügge aufgelöst und der Bezirk des Amtsgerichts Hameln erneut erweitert, nur ein Jahr später wurde das Amtsgericht Coppenbrügge jedoch wieder eingerichtet, bevor es 1956 endgültig abgeschafft wurde. 1967 folgte das Amtsgericht Lauenstein, dessen Gebiet ebenfalls zu Hameln kam. Mit der niedersächsischen Gebietsreform Mitte der 1970er Jahre folgten erneut größere Veränderungen im Zuständigkeitsbereich. Seit 1999 ist das AG Hameln Insolvenzgericht für die Amtsgerichtsbezirke Springe und Wennigsen (Deister). 2003 arbeiten in Hameln rund 160 Mitarbeiter, darunter 18 Richter und neun Gerichtsvollzieher.

## Gebäude
Ende des 17. Jahrhunderts befand sich auf dem heutigen Standort des Amtsgerichts eine Kaserne für Soldaten der Festungsgarnison, die 1820 abgerissen wurde. Im Jahre 1823 wurde ein Neubau für das Amtsgericht errichtet. Dieses beherbergte das Gefängnis, die Amtsstube, Registraturräume und die Wohnung des Amtsdieners. Der Amtsmann und ab 1852 die Amtsrichter wohnten im heutigen Gebäude der Kreisverwaltung am Pferdemarkt. 1853 wurde für das Obergericht ein neues Gebäude angebaut. Nach der Auflösung des Obergerichts 1879 zog das Amtsgericht in dieses Gebäude. Im Juni 1977 wurde der heutige Neubau am Zehnthof eingeweiht, zuvor wurden 1974 das Amtshaus und das Gefängnisgebäude abgerissen. Bis 1998 teilten sich das Amtsgericht und das Arbeitsgericht die Räumlichkeiten, bevor das ArbG aus Platzgründen in die Süntelstraße umziehen musste. Im Jahre 2004 wurde am 30 m hohen Turm des Gebäudes eine Photovoltaikanlage angebracht.

## Richter
- Johann Friedrich Kern